# Знаменка (Горшеченский район)
Знаменка — село в Горшеченском районе Курской области России. Административный центр Знаменского сельсовета.

## География

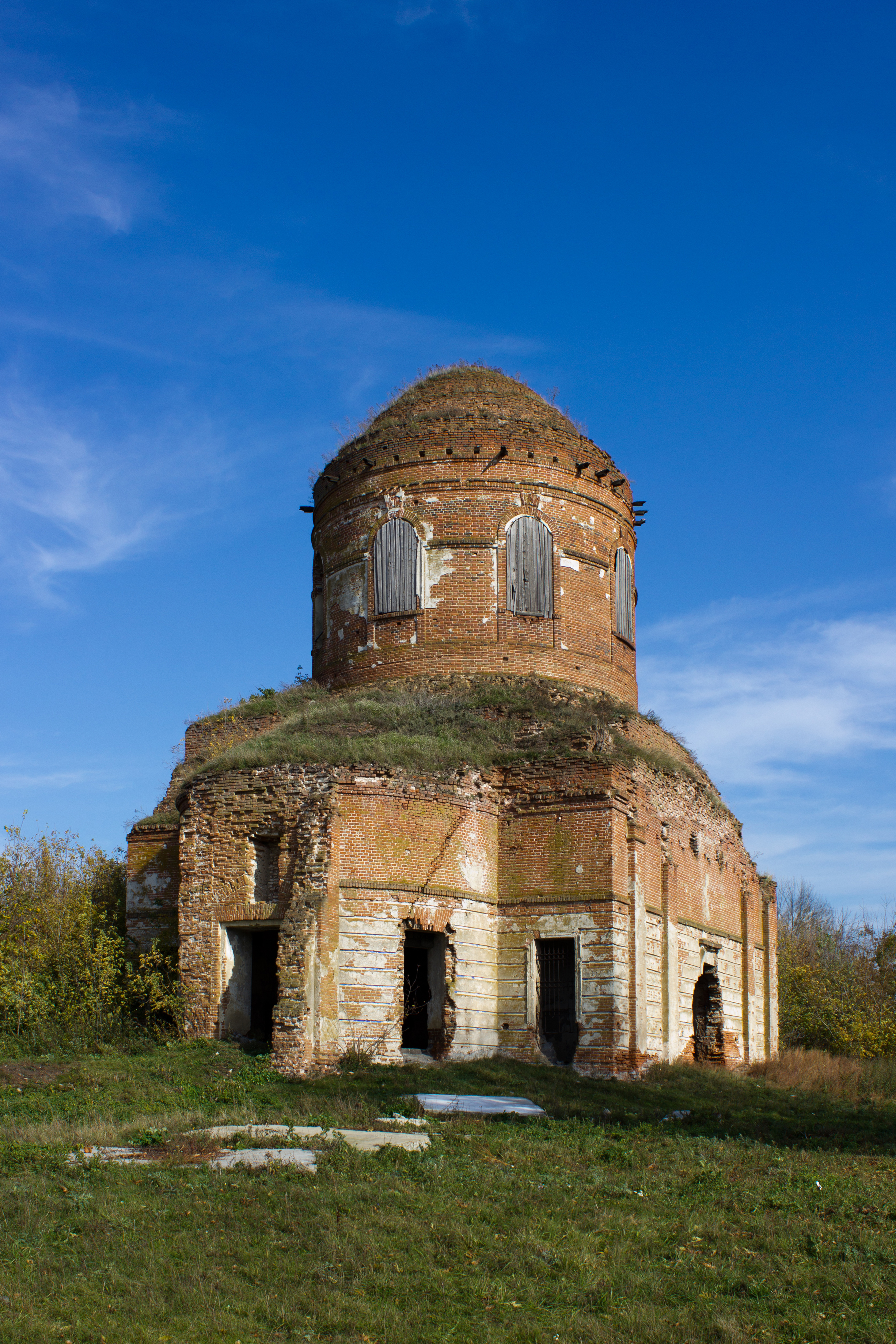
Знаменская церковь XIX века в селе Знаменка

Село находится в восточной части Курской области, в лесостепной зоне, в пределах юго-западной части Среднерусской возвышенности, на берегах реки Апочки, на расстоянии примерно 18 километров (по прямой) к западу-юго-западу (WSW) от посёлка городского типа Горшечное, административного центра района. Абсолютная высота — 157 метров над уровнем моря.
Часовой пояс
Село Знаменка, как и вся Курская область, находится в часовой зоне МСК (московское время). Смещение применяемого времени относительно UTC составляет +3:00.

## Население
| 2002 | 2010 |
| ---- | ---- |
| 544  | ↘465 |

Гендерный состав
По данным Всероссийской переписи населения 2010 года в гендерной структуре населения мужчины составляли 45,2 %, женщины — соответственно 54,8 %.
Национальный состав
Согласно результатам переписи 2002 года, в национальной структуре населения русские составляли 98 % из 544 чел.

## Известные уроженцы
В 1917 году в селе родился Герой Советского Союза Степан Петрович Рощупкин.

## Улицы
Уличная сеть села состоит из семи улиц и одного переулка.